# Platyrrhinus recifinus
Platyrrhinus recifinus är en fladdermusart som först beskrevs av Thomas 1901.  Platyrrhinus recifinus ingår i släktet Platyrrhinus och familjen bladnäsor. IUCN kategoriserar arten globalt som livskraftig. Inga underarter finns listade i Catalogue of Life. Artepitet i det vetenskapliga namnet syftar på staden Recife i nordöstra Brasilien där de första exemplaren hittades.
Med 40 till 43,5 mm långa underarmar och en vikt av 14 till 19 g är arten en medelstor medlem av släktet Platyrrhinus. Individerna blir med svans 58,5 till 93 mm långa och exemplar i södra delen av utbredningsområdet är störst. Bakfötterna är 10,5 till 13 mm långa och öronen är 16 till 20 mm stora. På ovansidan förekommer mörkbrun till gråaktig päls och undersidan är täckt av ljusare päls. Kännetecknande är två vita strimmor i ansiktet mellan ögonen samt en längsgående vit linje på ryggens topp. Liksom andra bladnäsor har Platyrrhinus recifinus hudflikar (bladet) på näsan där den centrala delen liknar en hästsko. Avvikande detaljer i tändernas konstruktion skiljer arten från nära släktingar som Platyrrhinus incarum och Platyrrhinus lineatus. Fladdermusens tandformel är I 2/2, C 1/1, P 2/2, M 3/3, alltså 32 tänder i hela tanduppsättningen.
Arten förekommer i östra Brasilien i en bredare region vid Atlanten. Den lever i tropiska städsegröna skogar och i andra fuktiga landskap. Ibland besöker Platyrrhinus recifinus torra områden när det finns ett vattendrag i närheten. Individerna lever i kulliga områden och i bergstrakter mellan 200 och 1530 meter över havet.
Individerna vilar i täta bladansamlingar, i trädens håligheter och i grottor. De bildar där mindre flockar. Platyrrhinus recifinus äter främst frukter. Ungarna föds i början av regntiden. Flygande exemplar fångades med hjälp av slöjnät nära markytan och upp till 16 meter ovanför grunden.